# Ото II фон Валдек
Ото II фон Валдек (на немски: Otto II von Waldeck, * пр. 1307, † 1369) от Дом Валдек е от 1344 до 1369 г. граф на Валдек.

## Биография
Той е най-възрастният син на граф Хайнрих IV фон Валдек († 1348) и съпругата му Аделхайд фон Клеве († 1327), дъщеря на граф Дитрих VI/VIII фон Клеве († 1305) и първата му съпруга Маргарета II фон Гелдерн († ок. 1287). Ото II е от 1332 г. сърегент с баща си. След неговото оттегляне от управлението през 1344 г. Ото става единствен управляващ граф.
През 1339/40 г. Ото II се жени за Матилда фон Брауншвайг-Люнебург († 7 септември 1357) от рода Велфи, дъщеря на княз Ото III от Брауншвайг-Люнебург и Матилда от Мекленбург, дъщеря на Хайнрих II „Лъвът“ (княз на Мекленбург) и първата му съпруга Беатрикс, дъщеря на маркграф Албрехт III фон Бранденбург. Те имат няколко деца:
- Хайнрих VI „Железния“ (1340 – 1397), последвал баща си като граф на Валдек
- София, монахиня във Фолкхардингхаузен

След смъртта на съпругата му Матилда през 1357 г. Ото се жени за Маргарета, вдовица на убития през 1356 г. еделхер Хайнеман фон Итер. Деца от този брак не са известни.
През 1349 г. Ото получава графството Валдек от император Карл IV и така е издигнат на имперски граф. След смъртта на тъст му през 1354 г. той има претенции за Херцогство Брауншвайг-Люнебург, но Вилхелм успява да си осигури последничеството на брат си. Император Карл IV задължава Вилхелм да плати на Ото голяма сума, но това не последва.
На 8 юли 1358 г. Ото дава нареждане на Хоспиталиерите да се построи болница във Вилдунген като подарява своя стар чифлик Мюленхоф на Вилде. Малката болница е построена между 1358 и 1369 г.
Ото II умира през 1369 г. Не е известно къде е погребан.